# Ponědraž
Ponědraž je obec v okrese Jindřichův Hradec v Jihočeském kraji. Žije zde 118 obyvatel. Vesnicí protéká Zlatá stoka a jižně od ní Ponědražský potok, které napájejí Ponědražský rybník. Na návsi stojí kaple.

## Název
Neobvyklý název byl pravděpodobně odvozen od prastarého českého osobního jména Ponědrah. V německých pramenech se setkáváme s německým zkomoleným názvem Poniedrasch.

## Historie
První písemná zmínka o vesnici pochází z roku 1259 (villa Ponedraz), kdy část vsi získal vyšebrodský klášter. Později díky směně získal i zbytek vsi. Další osudy vesnice sdílela s nedalekou Lomnicí. Školní budova byla vystavěna v roce 1877.
Vesnice se nachází v chráněné krajinné oblasti Třeboňsko. Část původních zemědělských usedlostí slouží k odpočinku jako vesnické chalupy.

## Obyvatelstvo
| Rok            | 1869 | 1880 | 1890 | 1900 | 1910 | 1921 | 1930 | 1950 | 1961 | 1970 | 1980 | 1991 | 2001 | 2011 | 2021 |
| -------------- | ---- | ---- | ---- | ---- | ---- | ---- | ---- | ---- | ---- | ---- | ---- | ---- | ---- | ---- | ---- |
| Počet obyvatel | 330  | 319  | 330  | 262  | 261  | 259  | 247  | 167  | 158  | 142  | 144  | 123  | 122  | 108  | 109  |
| Počet domů     | 38   | 46   | 46   | 44   | 47   | 49   | 50   | 48   | 48   | 46   | 46   | 59   | 62   | 62   | 62   |

## Obecní správa
Mezi lety 1850–1979 byla Ponědraž obcí v okrese Třeboň (1850–1950) a později v okrese Jindřichův Hradec. Od 1. ledna 1980 do 23. listopadu 1990 patřila jako část města k Lomnici nad Lužnicí a od 24. listopadu 1990 je opět samostatnou obcí. V letech 1960–1979 k obci patřilo Záblatí.